# البورصة (جريدة مصرية)
جريدة البورصة جريدة اقتصادية يومية مصرية ترصد وتحلل الواقع الاقتصادي بمهنية لتزود القارئ بأهم الأخبار والمعلومات والتحليلات والمتابعات لكافة القطاعات وتوفر للقارئ الخدمات الخبرية التي ترسم رؤية واضحة يستطيع من خلالها قراءة الأحداث يوميا. ومن هنا تعتبر جريدة البورصة الاداة الاقتصادية اليومية التي يعتمد عليها صناع القرار ورجال الأعمال والشركات والمستثمرين لتطوير أعمالهم.

## الملاحق الأسبوعية
1. بنوك وتمويل: يصدر يوم الأحد من كل أسبوع ويتناول بالرصد والتحليل تطورات السياسة النقدية واسعار الفائدة وتغطية شاملة لاخبار البنوك ومنتجاتها الجديدة
2. تداول: تغطية يومية لحركة سوق المال المصرية بالإضافة إلى تغطية تفصيلية وتحليلية للاسبوع الماضي تصدر كل يوم أحد مع تحليل فني لابرز الاسهم في البورصة المصرية
3. أسواق وأعمال: يصدر يوم الاثنين من كل أسبوع
4. عقار: يصدر يوم الثلاثاء من كل أسبوع وفي الاحداث العقارية الهامة مثل سيتي سكيب ويتناول آخر تطورات القطاع العقاري
5. سمارت: يصدر يوم الأربعاء من كل أسبوع وفي المؤتمرات الخاصة بقطاع الاتصالات مثل كايرو أي سي تي ويتناول تطورات قطاع الاتصالات وتكنولوجيا المعلومات
6. لايف: يصدر يوم الخميس من كل أسبوع وهو ملحق ثقافي ترفيهي

## الملاحق الشهرية
1. Logistics: يصدر يوم الثلاثاء الأول من كل شهر ويغطي حركة الملاحة والوجيستيات
2. بناء: يصدر يوم الأحد الأول من كل شهر ويتناول حركة البناء والعقارات خلال الشهر
3. تأمين: يصدر كل شهر ويغطي آخر تطورات قطاع التأمين
4. البورصة أوتو: يصدر في المناسبات الهامة الخاصة بقطاع السيارات مثل فورميلا الأهرام واتوماك
5. 90 يوم تداول: يصدر بشكل ربع سنوي ويتناول بالرصد والتحليل حركة سوق المال في ربع السنة المنقضي بالإضافة لتحليل وتوقعات الخبراء للفترة المقبلة
6. Alborsa: يصدر في المؤتمرات العالمية الهامة مثل مؤتمر يورومني

## وصلات خارجية
موقع جريدة البورصة
صفحة الجريدة على فيسبوك  على فيسبوك.
صفحة الجريدة على تويتر